# Kooijwijkse Molen
Poldermolen de Kooijwijkse Molen aan de Kooiwijk 1 in Oud-Alblas in de Nederlandse gemeente Molenlanden is een grondzeiler die in 1866 werd gebouwd ter bemaling van de polder Noordzijde. De molen verving een bouwvallig geworden wipmolen op dezelfde plaats. Tot 1925 werd de polder door twee molens bemalen; de andere molen was de Noordelijke Kooijwijkse Molen; deze is in 1925 vervangen door een gemaal. De Kooijwijkse Molen is een ronde stenen molen, uitgerust met Oudhollands opgehekte wieken die een vlucht van 26 meter hebben. In 1960 werd de molen verkocht aan de toenmalige gemeente Oud-Alblas, op voorwaarde dat deze maalvaardig moest blijven. In 1981 en in 2001/2 is de Kooijwijkse Molen gerestaureerd.
Aan het hijstouw aan de makelaar is te zien dat deze molen vroeger als seinmolen was aangewezen.
De molen is sinds 1986 eigendom van de SIMAV en is niet te bezichtigen.